# Maison Landwerlin
La maison Landwerlin est un monument historique situé à Flaxlanden, dans le département français du Haut-Rhin.

## Localisation
Ce bâtiment est situé au 4, rue des Bergers à Flaxlanden.

## Historique
L'édifice fait l'objet d'une inscription au titre des monuments historiques depuis 2009.